# Cyrielle Clair
Cyrielle Claire Besnard, meglio nota semplicemente come Cyrielle Clair (Parigi, 1º dicembre 1955), è un'attrice francese.

## Biografia
Laureata in economia alla Sorbona, debuttò in teatro alla fine degli anni settanta al Théâtre Marigny con la commedia Le dîner d'affaire, per la regia di Jean Le Poulain. Sul grande schermo ha esordito nel 1980 con Tusk di Alejandro Jodorowsky. Ha recitato in molti film stranieri nella sua carriera, tra cui Metalmeccanico e parrucchiera in un turbine di sesso e politica di Lina Wertmüller (1996). Nel 2001 il Ministro della Cultura transalpino Catherine Tasca l'ha nominata Cavaliere dell'Ordine delle Arti e delle Lettere.

## Filmografia parziale
- Tusk, regia di Alejandro Jodorowsky (1980)
- Joss il professionista (Le Professionnel), regia di Georges Lautner (1981)
- La belle captive, regia di Alain Robbe-Grillet (1983)
- Sword of the Valiant - The Legend of Sir Gawain and the Green Knight, regia di Stephen Weeks (1984)
- Il giorno prima, regia di Giuliano Montaldo (1987)
- I miserabili (Les Misérables), regia di Claude Lelouch (1995)
- Metalmeccanico e parrucchiera in un turbine di sesso e politica, regia di Lina Wertmüller (1996)
- Triple Agent - Agente speciale (Triple Agent), regia di Éric Rohmer (2004)
- Le Genre humain, première partie: Les Parisiens, regia di Claude Lelouch (2004)
- La donna di nessuno (Sans état d'âme), regia di Vincenzo Marano (2008)
- Frantz, regia di François Ozon (2016)